# Hapalemur aureus
El lémur dorado (Hapalemur aureus) es una especie de primate estrepsirrino de la familia Lemuridae, descubierta en 1987. Este lémur es endémico del sureste de Madagascar, y sólo se lo ha observado en una pequeña región, en el parque nacional de Ranomafana y la Reserva Natural Andringitra. Está listado como críticamente amenazado por la pérdida de su hábitat. Su población total ha declinado hasta sólo unos 1000 individuos.

## Características
Pesa de 1,2 a 1,6 kilogramos, y mide unos 80 centímetros de largo, de los cuales la mitad es cola. Es una especie crepuscular, y sociable. Se lo ha observado en grupos de 2 a 4 integrantes. La hembra da a luz un infante anual, luego de un periodo de gestación de unos 130 días.

## Alimentación
Se alimenta casi exclusivamente de pastos, especialmente del bambú gigante Cathariostachys madagascariensis, localmente conocido como volohosy. Cada lémur dorado consume diariamente unos 500 gramos de bambú, que contiene una cantidad de cianuro 12 veces mayor que la necesaria para matar a la mayoría de los animales. Su mecanismo de desintoxicación, sin embargo, aún es desconocido. 